# Schikaneder Kino
Koordinaten: 48° 11′ 47,7″ N, 16° 21′ 54,2″ O

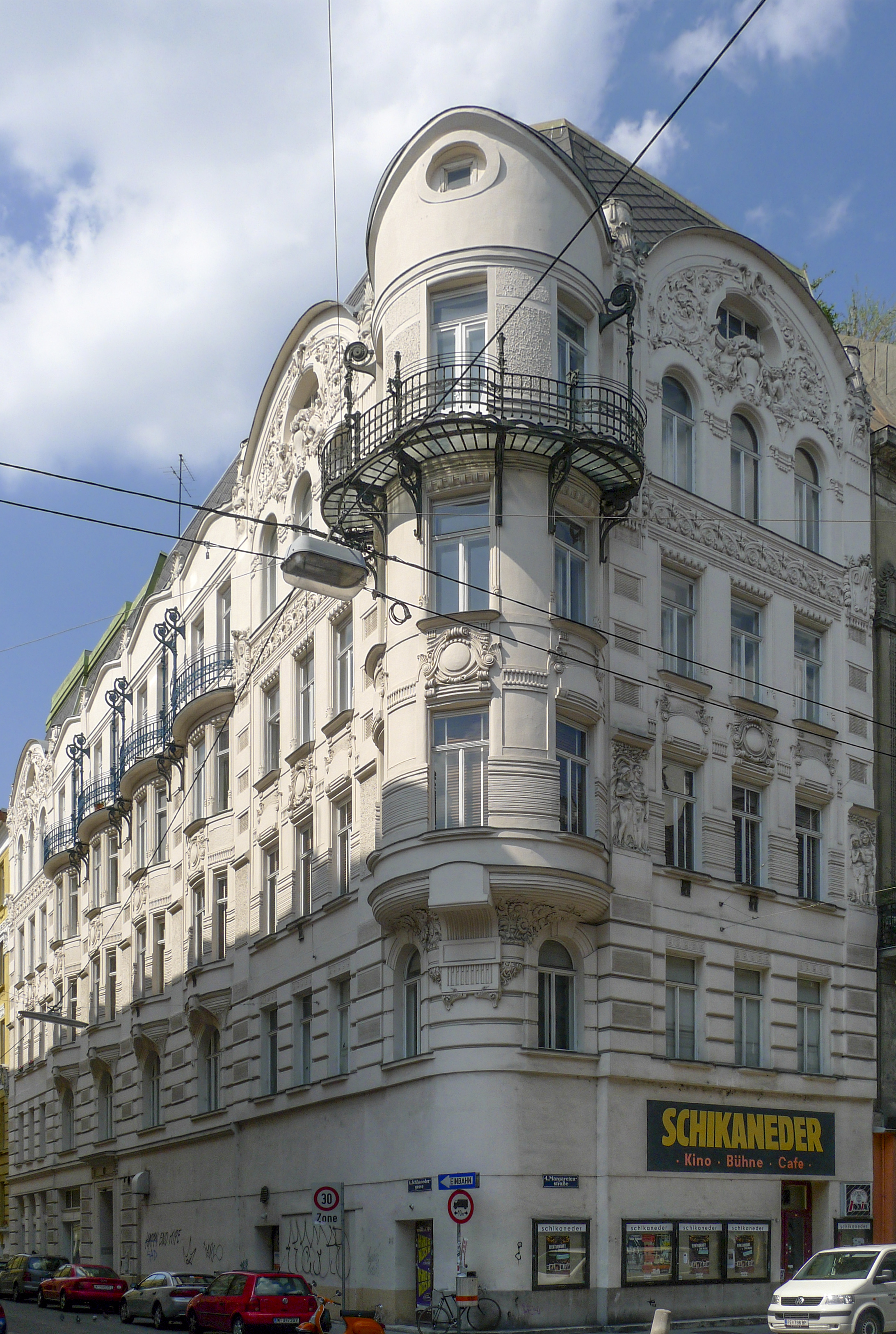
Schikaneder Kino (2009)

Das Schikaneder Kino ist eines der ältesten Kinos Wiens. Es liegt an der Margaretenstraße im 4. Wiener Gemeindebezirk Wieden.

## Geschichte
Das Schikaneder Kino wurde 1906 gegründet. 1930 führte man den Tonfilm ein.
Die erste Lizenz ging 1911–1919 an Adolf Pennersdorfer und Amalie Wellean und war somit das erste Kino der ganzen Monarchie, das von einer Frau mitgeleitet wurde. Von 1919 bis 1924 erhielt Georg Höllering die Lizenz. Er ist auch als Produzent des Brecht-Filmes Kuhle Wampe oder: Wem gehört die Welt? bekannt. 1925 erhielt sie Hugo Klein, dem sie 1938 im Wege der 'Arisierung' entzogen wurde. Den Akten zufolge 'arisierte' Franz Hansmann, damals wohnhaft in der Schönbrunnerstraße 84, den Kinobetrieb. Wie von der NS-Politik für die Enteignung von Kinobetrieben vorgesehen, handelte es sich um einen „alten Kämpfer“, der bereits 1927 der Partei beigetreten war, 1931 in die SA und SS eintrat, bei der Standarte 89 den Rang eines Untersturmführers einnahm, 'kampfverletzt' wurde, danach 16½ Monate im Lager Wöllersdorf inhaftiert war.
Obwohl der Betrieb nicht verschuldet und mit 100.000 Schilling bewertet wurde, bezahlte der 'Ariseur' vom vereinbarten Kaufpreis in der Höhe von RM 8000 nur einen geringen Anteil von RM 767, 39. „Der geschädigte Eigentümer wurde ohne vertragliche Grundlage aus dem Betrieb geworfen und zw. durch den Ariseur“, schrieb Hugo Klein, dem die Flucht nach England gelang. Im Rückstellungsverfahren von 1948 (50 RK 82 48 v.26.1.48) wurde die Konzession zurückgestellt, war zum damaligen Zeitpunkt aber als deutsches Eigentum von den Sowjets beschlagnahmt. Es wurde ausdrücklich festgehalten, dass der Kaufpreis von RM 8000.- zu niedrig bemessen war.
In den 1970er- und 1980er-Jahren wurde das Schikaneder Kino als „Kulturklubkino“ mit außergewöhnlichem Programm geführt. Man zeigte zum Beispiel US-amerikanische Horrorfilme der 1930er Jahre.

## Gegenwärtige Nutzung und Kultur
Heute ist es ein Kino, in dem auch Buchpräsentationen, Performances, Theateraufführungen und Veranstaltungen verschiedener Festivals stattfinden. In der Bar des Kinos gibt es auch DJ-Line-ups.

## Kontroversen
Anfang 2018 wurde das Kino sowie die Bar für einen Abend an die JVP vermietet. In diesem Zusammenhang kam es zu einem Shitstorm gegen die Betreiberfamilie Wegenstein mit wüsten Beschimpfungen, persönlichen Drohungen auch gegen die Kinder des Paares sowie wiederholten Ankündigungen, die Scheiben des Lokals einzuschmeißen.